# Михайлівська сільська рада (Великобагачанський район)
Михайлівська сільська́ ра́да — сільська рада, територія якої відноситься до складу Великобагачанського району Полтавської області, Україна. Центром сільради є село Михайлівка. Утворена у 1939 році.
Населення сільради 904 особи.

## Населені пункти
- село Михайлівка
- село Кульбашне
- село Мар'янське